# ۵۴۹ (پیش از میلاد)
۵۴۹ (پیش از میلاد) ۵۴۹مین سال قبل از تقویم میلادی است.